# Universitätsklinikum Odense
Die Universitätsklinikum Odense (Odense Universitetshospital, OUH) ist eine der Syddansk Universitet angegliederte Universitätsklinik und die größte Klinik in der Region Süddänemark. Gemessen an der Gesamtbettenzahl ist das OUH die größte Krankenhauseinheit Dänemarks. Spezialgebiete sind Koronare Herzkrankheiten, Infektionskrankheiten und Krebs, Allergien, Diabetes, Erkrankungen der Speiseröhre, Gicht und Bindegewebserkrankungen, Kinder- und Jugendmedizin sowie Replantationen von Fingern, Händen etc.
Das OUH ist der größte Arbeitgeber auf der Insel Fünen. Das Klinikum hatte im Jahr 2010 ein Gesamtbudget von knapp 5,3 Milliarden DKK (knapp 713 Millionen Euro) und beschäftigt ca. 10.000 Mitarbeiter.
Bis zur Einrichtung der dänischen Verwaltungsregionen 2007 wurde das Klinikum vom Kreis Fünen betrieben. Seitdem ist es der Region Süddänemark unterstellt. Die Klinik wird von einem fünfköpfigen Direktorium geleitet, an dessen Spitze ein CEO steht.

## Verkehr
Die Klinik ist mit der Odense Letbane (Haltestelle Universitetshospital) zu erreichen.